# Castorio
Castorio (fl. VI secolo) è stato un vescovo italiano.
Eletto vescovo di Rimini nel 591, dopo un primo anno di ufficio segnato dai contrasti col clero cittadino, a seguito del peggioramento delle condizioni fisiche si allontanò dalla città. Si dimise nel 597.

## Biografia
Nella chiesa delle origini i vescovi erano scelti con l'intervento del clero e del popolo della diocesi. Nel 591 si rese necessario scegliere il nuovo vescovo di Rimini, successore di Stefano. Il popolo indicò il nome di tale Odeatino (o Ocleatino), nomina rigettata dall'allora Papa Gregorio I. Dai documenti sembra emergere che Odeatino fosse già ai servigi del Papa, e che quest'ultimo non volle privarsene. Il popolo di Rimini chiese quindi l'elezione di Castorio, concessa di malavoglia dal Papa solo in virtù dell'importunità dei riminesi che ne supplicavano la nomina. Tra la fine del 591 e l'inizio del 592 Castorio era già vescovo di Rimini, in quanto risulta dai documenti che consacrò la Chiesa di Santa Croce vecchia.
Già il primo anno di servizio di Castorio fu problematico, con conseguenti dissidi tra lui e il clero diocesano. In particolare da due lettere inviate dal Papa, l'una all'abate del Monastero dei Santi Andrea a Tommaso e l'altra a Castorio stesso, si evince che il Papa ingiunse a Castorio di non intromettersi nell'elezione dell'abate, né di disturbare i monaci con visite o messe pubbliche.
Nello stesso anno Castorio accusò gravi disturbi fisici, che si manifestavano con dolori al capo, tanto che si rivolse all'allora vescovo di Ravenna Giovanni I Angelopte, che visitatolo lo portò con sé a Ravenna per facilitarne la guarigione. Su consiglio del Papa, Castorio fu trasferito a Roma per continuare le cure. In una lettera 
del marzo 593 il vescovo di Urbino Leonzio viene invitato a visitare la chiesa riminese, priva del suo pastore, in quanto infermo e assente dalla città. Il clero riminese reclamò irregolarità anche nel comportamento di Leonzio, tanto che il Papa alla fine redarguì la città, scrivendo una lettera in cui accusava i riminesi di aver causato l'infermità di Castorio. Nel 595 Leonzio, che amministrava la diocesi in assenza di Castorio, sostituì i chierici riminesi addetti alla gestione dei beni con altri ai suoi servigi. La ripartizione delle finanze praticata da Leonzio gli valse i rimproveri del Papa. Nel frattempo Castorio era stato esortato sia dal Papa che dagli stessi riminesi a riprendere i suoi uffici, segno di un miglioramento delle sue condizioni fisiche. Ciò non avvenne e nel 597 Castorio rassegnò le dimissioni.

## Genealogia episcopale
La genealogia episcopale è:
- Papa Gregorio I
- Vescovo Castorio